# 加斯科因 (北达科他州)
加斯科因（英語：Gascoyne），是美国北达科他州下属的一座城市。根据2010年美国人口普查，该市有人口16人。